# Егошина, Юлия Герасимовна
Ю́лия Гера́симовна Его́шина (4 марта 1903, Коряковцы, Вятская губерния — 7 июня 1985, Переделкино) — советский инженер.

## Биография
Родилась 4 марта 1903 года в деревне Коряковцы (ныне — в Новоторъяльском районе Республики Марий Эл).
Член ВКП(б) с 1930 года.
В 1923 году уехала с мужем в Уфу. С 1929 года работала в Свердловске на строительстве машиностроительного завода. Окончила вечерний рабфак (1930—1934) и УПИ имени С. М. Кирова (1934—1939).
С 1939 по 1958 год работала на Уралмаше: инженер-технолог, инженер цеха по сварке, старший инженер, ведущий инженер по новой технике.

## Награды и премии
- Сталинская премия третьей степени (1948) — за разработку и промышленное освоение новой конструкции экскаватора высокой производительности.